# Anders Wikström
Bror Anders Wikström, född 14 april 1854 i Bodane socken, Örebro län, död 26 april 1909 var en svensk-amerikansk konstnär.
Wikström föddes i Stora Lassåna, Bodarne socken, Närke som näst yngsta barn till bruksförvaltaren Anders Wikström och hans hustru Carolina Roth. 1864 skrevs han in vid Karolinska läroverket i Örebro. Olof Hermelin var under en del av hans tid där hans teckningslärare. Efter att ha avslutat läroverksutbildningen 1869 gick Wikström 1870 till sjöss. Från hans tid till sjöss finns ett flertal teckningar bevarade. 1877 mönstrade han av. Wikströms närsynthet gjorde att han tvingades bära glasögon, och sjömanyrket passade honom inte. 8 november 1877 anmälde han sig till Konstakademiens principskola. Här blev han vän med kurskamraten Edward Rosenberg. Wikström var mycket missnöjd med akademins utbildning, och flyttade redan 1878 över till Edvard Perséus målarskola. En uppslagen förlovning var en viktig orsak till att Wikström 1880 valde att lämna Sverige och resa till Amerika. Efter en tid i New York och senare i Florida slog sig Wikström ned i New Orleans 1883, där han kom att verka aktivt i stadens konstliv, och var en av grundarna av "Artists Association of New Orleans".
1888 gjorde Wikström för första gången på åtta år ett besök i Sverige, och under åren framöver gjorde han flera besök i Sverige. Han gjorde flera studieresor till Kuba och Mexiko, men blev New Orleans troget fram till sin död.